# Julie Ferrier

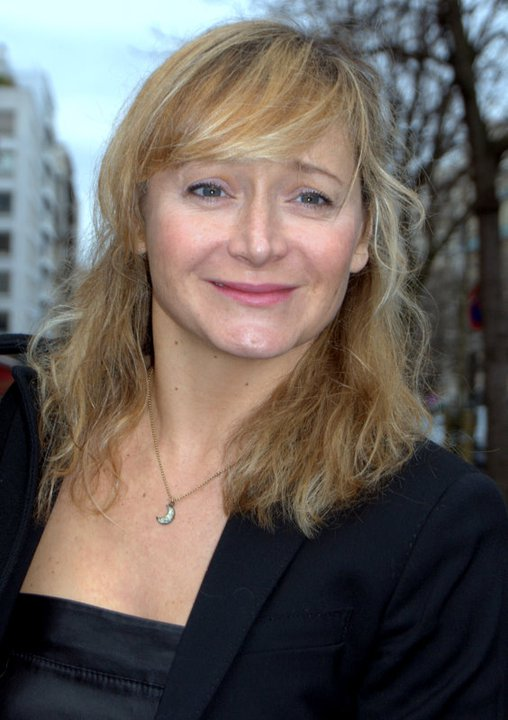
Julie Ferrier, 2011

Julie Ferrier (* 5. Dezember 1971 in Courbevoie, Frankreich) ist eine französische Schauspielerin.

## Leben
Julie Ferrier ist die Tochter eines Arztes und einer Schauspielerin. Mütterlicherseits gibt es eine über sieben Generationen zurückreichende Tradition an Schauspielern. Ferrier wuchs in Département Seine-Saint-Denis auf und konzentrierte sich zu Anfang ihrer Karriere noch aufs Tanzen. So arbeitete sie mit bekannten Tänzern und Choreographen wie Philippe Decouflé und Kamel Ouali zusammen. Als Tänzerin war sie während der Eröffnungsfeier der Olympischen Winterspiele 1992 zu sehen.
Nach einer Theaterausbildung an der École Internationale de Théâtre Jacques Lecoq unter Alain Mollot von 1996 bis 1998 wandte sie sich kurz nach der Jahrtausendwende der Schauspielerei zu und trat zunächst am Theater auf. Seit 2006 ist sie regelmäßig in französischen Filmen zu sehen. So wirkte sie in Kinofilmen wie Mr. Bean macht Ferien, So ist Paris und Micmacs – Uns gehört Paris! mit. Ihren größten Kritikererfolg feierte sie 2010 mit ihrer Darstellung der Mélanie in Pascal Chaumeils Komödie Der Auftragslover. Für den französischen Filmpreis César 2011 war sie in der Kategorie Beste Nebendarstellerin nominiert.

## Filmografie (Auswahl)
- 2006: Madame Irma
- 2007: Mr. Bean macht Ferien (Mr. Bean’s Holiday)
- 2008: 15 ans et demi …
- 2008: So ist Paris (Paris)
- 2009: Micmacs – Uns gehört Paris! (Micmacs à tire-larigot)
- 2010: Der Auftragslover (L’Arnacœur)
- 2010: Tournée
- 2011: Ein Monster in Paris (Un monstre à Paris)
- 2012: Das Glück an der Autobahn (Comme un air d’autoroute)
- 2012: Unbekannter Anrufer (Le fil d’Ariane)
- 2013: Kinder, Küche, Chaos (La vie domestique)
- 2013: Für eine Frau (Pour une femme)
- 2014: French Women – Was Frauen wirklich wollen (Sous les jupes des filles)
- 2014: Lou! (Lou! Journal infime)
- 2018: Wo ist Albert? (J’ai perdu Albert)
- 2018: Belleville Cop (Le Flic de Belleville)
- 2021: En passant pécho
- 2022: BigBug
- 2022: Brillantes
- 2023: Les algues vertes